# Ichiei Muroi
Ichiei Muroi (Saitama, 22 juni 1974) is een voormalig Japans voetballer.

## Carrière
Ichiei Muroi speelde tussen 1993 en 2007 voor Kashima Antlers, Urawa Red Diamonds, Cerezo Osaka, Vissel Kobe en Yokohama FC.